# Informationsgesellschaft

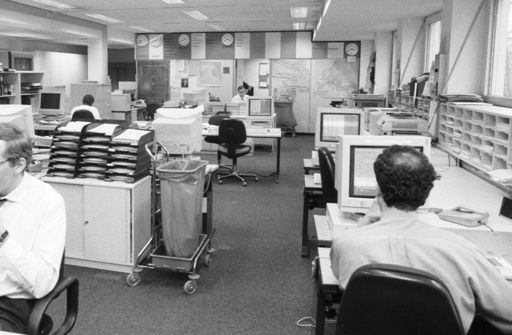
Nachrichten treffen ein, werden sortiert, bewertet und bearbeitet. Newsroom in der Redaktion von Radio Free Europe in München, 1994

Der Begriff Informationsgesellschaft bezeichnet eine Gesellschaft, die sich in allen Lebensbereichen auf Informations- und Kommunikationstechnologien (IKT) wesentlich stützt. Der Prozess der Durchdringung sämtlicher vitaler Sphären mit IKT, durch den sich eine postindustrielle oder postmoderne Informationsgesellschaft bildet, wird als Informatisierung bezeichnet. Der Begriff Informationsgesellschaft ist nicht starr definiert und wird oft mit dem Begriff der Wissensgesellschaft zusammen – oder gar synonym – verwendet.
Kennzeichnend ist neben der Durchdringung mit IKT die Veränderung der Produktionsformen durch Entstehung neuartiger Branchen und Gewerke, die schließlich unter dem Begriff Informationsökonomie zusammengefasst werden kann.

## Grundlegendes

### Begriff
Hauptsächliche Quellen für die Konzeption der Informationsgesellschaft sind das Kommunikationsmodell von Claude Elwood Shannon (The Mathematical Theory of Communication 1948, dt: Mathematische Grundlagen in der Informationstheorie 1976) sowie die einschlägigen Arbeiten des österreichisch-amerikanischen Kybernetikers Norbert Wiener, der als Mitbegründer der modernen Informationstheorie bereits 1948 die mit der Automatisierung von Produktionsprozessen einhergehenden Umschichtungen in der Gesellschaft prognostizierte.
Die theoretischen Grundaussagen des Konzepts der Informationsgesellschaft stammen aus den 1960er Jahren in Japan und den USA, zumal aus dem Kontext der Informationsökonomie. Philosophiegeschichtlich lassen sich von hierher Bezüge zurück finden zu Konzepten der Denkökonomie (Richard Avenarius, Ernst Mach). Sozialgeschichtlich trat das Konzept auf, als ein Wandel in der Beschäftigungsstruktur der industrialisierten Staaten ausgemacht wurde. Zunächst wurde dafür der Begriff der Dienstleistungsgesellschaft entwickelt. Zu weiteren Vorläuferbegriffen gehört die Informierte Gesellschaft (Steinbuch 1968, Haefner 1980 u. a.) und die Postindustrielle Gesellschaft (Bell 1973). In Japan taucht der Begriff „Informationsgesellschaft“ bereits 1963 in der Stufentheorie von Tadao Umesao (1920–2010) auf.
Die Vision der Informationsgesellschaft wurde vor allem während der 1990er Jahre im Rahmen der Diskussion um die Information Highways thematisiert. In der öffentlichen Diskussion weiter diskreditiert wurde der Begriff im Zuge des „Platzens“ der so genannten Internet-Blase der New Economy. Auf politischer Ebene wurde insbesondere John Perry Barlows Adaption der „Frontier“-Metapher auf das Internet kontrovers diskutiert. 
Im Zusammenhang mit der Digitale-Kluft-Hypothese wurde ein Marshallplan der Informationsgesellschaft gefordert. Eine neuere Studie analysiert die Digitale Kluft in Bosnien-Herzegowina auf dem Weg in die Informationsgesellschaft.
Der Wissenschaftstheoretiker Helmut F. Spinner bezeichnet – mit durchaus eigener Terminologie – die Informationsgesellschaft als Vorstufe oder Degenerationsform der Wissensgesellschaft.

### Unterscheidungen
Je nach Schwerpunkt können verschiedene Formen der Informationsgesellschaft unterschieden werden:
Informationsökonomiegesellschaft
Betonung der wirtschaftlichen Veränderungen.
Informationstechnologiegesellschaft
IKT-Technologien als wesentlicher Faktor der wirtschaftlichen (und gesellschaftlichen) Entwicklung.
Informationsbenutzungsgesellschaft
Betonung des Nutzungsaspekts und der Bedeutung für die Menschen in einer Informationsgesellschaft; auch „informierte Gesellschaft“ (Steinbuch 1966), „informationsbewusste Gesellschaft“ (Wersig 1973).

## Wachstum von Information
Das Wachstum von technologisch übertragener Information wurde in drei unterscheidbaren Gruppen quantifiziert: (1) die wachsende Kapazität Information durch den Raum zu übertragen (Kommunikation); (2) die Kapazität Information durch die Zeit zu übermitteln (Speicherung); und (3) die Kapazität mit Information zu rechnen (Informatik):
1. Die weltweite technologische Kapazität, Informationen über (unidirektionale) Broadcast und Rundfunk Netzwerke zu empfangen, ist von 432 (optimal komprimierten) Exabyte im Jahr 1986 über 715 (optimal komprimierte) Exabyte 1993 auf 1,2 (optimal komprimierte) Zettabyte 2000 und 1,9 Zettabyte 2007 gewachsen.[7] Dies ist eine jährliche Wachstumsrate von 7 % und nicht deutlich schneller als das Wirtschaftswachstum während desselben Zeitraums. Die effektive Kapazität der Welt, Informationen durch (bidirektionale) Telekommunikationsnetz auszutauschen, ist von 281 (optimal komprimierten) Petabyte 1986 über 471 Petabyte 1993 zu 2.200 Petabyte 2000 bis hin zu schließlich 65 (optimal komprimierten) Exabyte 2007 gewachsen.[7] Dies ist eine jährliche Wachstumsrate von 30 % und fünfmal so schnell wie das weltweite Wirtschaftswachstum.
2. Die globale technologische Kapazität, Informationen zu speichern, ist von 2,6 (optimal komprimierten) Exabyte 1986 über 15,8 1993 und 54,5 2000 auf 295 (optimal komprimierte) Exabyte 2007 gewachsen.[7] Dies ist das informationale Äquivalent von 404 Milliarden CD-ROMs für 2007. Wenn man diese Compact Discs stapeln würde, ergäbe sich ein Stapel, der von der Erde bis zum Mond reicht und ein weiteres Viertel dieser Entfernung darüber hinaus.[6]
3. Die technologische Kapazität der Welt, Informationen mit Mehrzweck-Computern zu berechnen, ist von 3,0 · 108 MIPS 1986 auf 6,4 · 1012 MIPS 2007 gewachsen,[7] was einer jährlichen Wachstumsrate von 60 % entspricht, also 10-mal so schnell wie das globale Wirtschaftswachstum.

## Komplexität
Viele Autoren der Gegenwart wie Ulrich Beck, Jürgen Habermas, Jean-François Lyotard und Anthony Giddens betrachten Komplexität als ein wesentliches Merkmal unserer Informationsgesellschaft; die Komplexität führt zu Ungewissheit, daraus ergibt sich ein Gefühl der Überforderung. Als Lösung dieses Dilemmas liegt es nahe zu versuchen, die Komplexität und damit auch die Ungewissheit zu verringern. Genau dies leistet Information: „Information ist die Verringerung von Ungewissheit“ (Wersig 1971). Zur Bewältigung der Welt ist also eine „Komplexitätsreduktionsgesellschaft“ bzw. „Informationsgesellschaft“ anzustreben.
Bewährte Hilfsmittel der Komplexitätsreduktion sind beispielsweise:
- Abstraktion und Modellierung,
- Gebrauch von Werkzeugen,
- Gebrauch kognitiver Stellvertreter in Form von Zeichen,
- Entwicklung von Mitteln zur Wissensspeicherung u. a.

Hilfsmittel zur Reduktion der Handlungskomplexität sind beispielsweise:
- Weiterentwicklung unserer Sinne,
- Weiterentwicklung des Konzepts des Management.

Hilfsmittel zur Reduktion der Wissenskomplexität sind beispielsweise:
- Nutzung von Bildern und bildhaften Präsentationen als synoptische Präsentationen;
- Nutzung von erzählenden Formen;
- Nutzung von nicht-linearer und individualisierbarer Hypermedialität;
- Nutzung von Software-Agenten.

## Rechtliche Säulen der Informationsgesellschaft
Kloepfer benennt als Säulen der Informationsgesellschaft die klassischen Kommunikationsgrundrechte (Meinungsfreiheit, Informationsfreiheit u. a.), die Informationszugangsfreiheit, den Datenschutz, den Geheimschutz und die zivilrechtlichen Informationsausschließlichkeitsrechte (Recht am eigenen Bild, Urheberrechte usw.).

### Zeitschriftenartikel, akademische Schriften
- Matthias M. Schönberg: Von der Unmöglichkeit einer Orientierung in der ‚Fernseh- und Internet-Gesellschaft‘. Versuch einer Aktualitätsanalyse der medienphilosophischen Reflexionen des Günther Anders. (zhb-flensburg.de [PDF] Dissertation, Universität Flensburg, Ostenfeld/Nordfriesland, März 2003 - PDF, 266 S., 2,35 MB).
- Jürgen Danyel, Annette Schuhmann, Jan-Holger Kirsch (Hrsg.): Computerisierung und Informationsgesellschaft, Zeithistorische Forschungen/Studies in Contemporary History 9 (2012), Heft 2.